# Baketmut
| G15 | G29 | X1 | B1 |

| G15 | G29 | X1 | B1 |

Baketmut ("Sierva de Mut") fue una antigua princesa egipcia de la dinastía XIX. Era la segunda hija del faraón Ramsés II.
Está representada en una estatua que se encuentra a los pies de uno de los colosos de su padre en el Gran Templo de Abu Simbel. Se la representa como adulta, con un uraeus en la cabeza. También está representada dentro del templo como Hija del rey en una procesión de las nueve hijas mayores del faraón, donde es la segunda en la fila, detrás de Bintanat. 
Se ha propuesto que su madre fuese la reina Nefertari, pero en ninguna parte se la nombra como tal. Sin embargo, no aparece en la fachada del Pequeño Templo de Abu Simbel, que fue construido para Nefertari y decorado con estatuas de príncipes y princesas que es probable que hayan sido sus hijos.
Su tumba no se ha hallado.